# Aura (satellite)
Pour les articles homonymes, voir Aura.

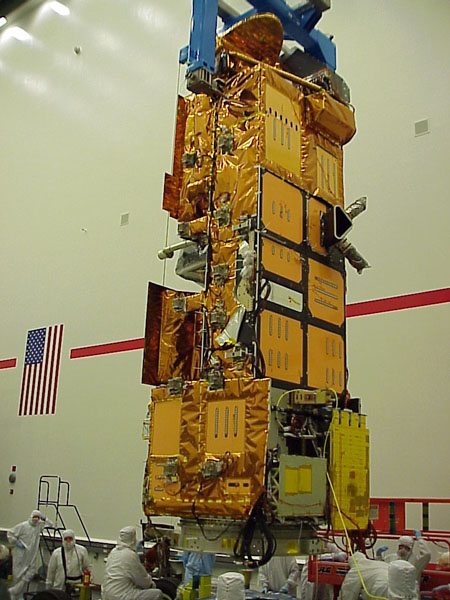
Le satellite Aura en cours d'assemblage est dressé à la verticale.

Aura ou (EOS CH-1) est un satellite d'observation de la Terre de la NASA développé avec la participation d'autre pays. Sa mission est d'étudier la couche d'ozone, la qualité de l'air et le climat. C'est le troisième satellite de grande taille du programme Earth Observing System (EOS : Système d'observation de la Terre) : son lancement en 2004 est précédé par celui de Terra (lancé en 1999) et d'Aqua (lancé en 2002). Aura prend la suite des observations du satellite Upper Atmosphere Research Satellite (UARS). Il fait partie d'un groupe de satellites, baptisé le  A-train, circulant sur la même orbite de manière à effectuer des mesures complémentaires et simultanées de la même région. Le satellite est toujours opérationnel en 2019 avec toutefois deux de ses quatre instruments hors d'usage.

## Contexte
L'atmosphère de la Terre joue un rôle crucial en permettant à la vie de se développer et en nous protégeant d'un environnement spatial hostile (rayonnement ultraviolet, rayons cosmiques). Or l'activité humaine a induit plusieurs changements dans ses caractéristiques. Entre les années 1980 et 2000, la quantité d'ozone diminue de 3% et l'épaisseur de la couche d'ozone, qui nous protège du rayonnement ultraviolet, se réduit de 50% au-dessus de l'Antarctique en hiver et au printemps. Le Protocole de Montréal interdit l'utilisation de produits chimiques qui entraînent la destruction de l'ozone. Le processus semble s'être ralenti. L'activité humaine est à l'origine d'autres pollutions de l'atmosphère qui se diffusent sur de grandes distantes. Dans certaines régions du globe, la qualité de l'air se dégrade à un tel point que c'est devenu un problème de santé publique et des épisodes de pollution entraînent un surcroît de mortalité. Par ailleurs, il est devenu indéniable que l'activité humaine modifie désormais le climat. L'augmentation de la température à la surface de la Terre depuis les années 1950 peut être associée à l'augmentation de la proportion des gaz à effet de serre dans l'atmosphère terrestre. Les modifications dans les proportions de dioxyde de carbone, de méthane, de protoxyde d'azote, d'ozone, de vapeur d'eau et des aérosols contribuent toutes à modifier le climat. Aura est conçu pour répondre aux questions relatives à ces changements affectant l'atmosphère terrestre.    

### Création du programme EOS
Ce constat est à l'origine d'une initiative du président des États-Unis approuvée par le Congrès américain qui débouche sur la création en 1990 par la NASA du programme Earth Science Enterprise (ESE) destiné à mieux comprendre les changements environnementaux en réalisant des mesures à l'aide d'instruments installés à bord d'engins spatiaux, installés au sol et aéroportés. ESE constitue la contribution de la NASA à un programme américain plus global du U.S. Global Change Research Program (USGCRP). Le programme Earth Observing System (EOS) constitue le cœur de l'ESE. Ses objectifs sont de déterminer l'étendue, l'origine et les conséquences régionales des changements climatiques globaux. Il étudie le cycle de l'eau et de l'énergie, les océans, la chimie de la troposphère et de la basse stratosphère, l'hydrologie au sol et les processus des écosystèmes, les glaciers et calottes polaires, la chimie des couches moyenne et haute de la stratosphère, la terre solide.

### Développement du programme EOS
Le programme EOS comprend un volet scientifique, un programme de gestion des données collectées et un segment spatial comprenant plusieurs satellites circulant sur une orbite polaire En 1988, la NASA lance un appel à contributions pour la sélection de 30 instruments embarqués et des équipes scientifiques. À la suite de contraintes budgétaires imposées par le Congrès, le programme est restructuré en 1991-1992 et le budget est divisé par deux ce qui entraîne l'élimination de l'instrument HIRIS et la réduction du nombre total d'instrument à 17. De plus, les satellites voient leur taille revue à la baisse. Le programme subit une nouvelle baisse de budget (9%) en 1994 qui entraîne l'élimination de la mission embarquant un radar et un altimètre laser (deux missions distinctes embarqueront ces instruments par la suite). Ces réductions budgétaires entraînent également un abaissement de la  fréquence des lancements de 5 à 6 ans tandis que certains instruments sont embarqués sur des missions des partenaires de la NASA (NASDA, RKA, CNES, ESA). Certains des instruments sont finalement développés par des partenaires internationaux (instruments ASTER, MOPITT, HSB, OMI) ou dans le cadre d'un partenariat avec le Royaume-Uni (HIRDLS). Il est prévu de développer trois séries de missions : satellites du matin (franchissant la ligne des nœuds le matin), satellites de l'après midi et satellites destinés à l'étude de la chimie de l'atmosphère. En 1999, cette planification est affinée et la construction des satellites suivants est lancée : Landsat 7, QuikSCAT, Terra, ACRIMSAT, Aqua, Aura et ICESat.

## Caractéristiques techniques du satellite
Le satellite Aura a une forme parallélépipédique de la taille d'un petit bus (6,9 mètres de long, 2,34 x 2,68 mètres de côté) et a une masse au lancement de 2 967 kg. Sa structure primaire est faite de panneaux en polymère renforcé de fibres de carbone sur un cœur en nid d'abeille qui lui confère une bonne rigidité tout en restant légère. Le satellite est stabilisé sur 3 axes avec une précision de pointage d'environ 1 minute d'arc. Quatre petits moteurs-fusées brûlant de l'hydrazine et d'une poussée de 5 newtons sont utilisés pour corriger l'orbite. L'énergie est fournie par des panneaux solaires rassemblés en une seule aile composée de 20 000 cellules photovoltaïques déployée en orbite et orientable. Les panneaux solaires fournissent au maximum 4,6 kilowatts en début de mission. L'énergie est stockée dans un accumulateur nickel-hydrogène comprenant 24 cellules. Les communications sont réalisées en bande X (pour les données) et en bande S (pour les commandes et télémesures). Les télémesures et le données passent par une des deux stations au sol situées dans les régions polaires : Poker Flat en Alaska, la base antarctique McMurdo en Antarctique et la station du Svalbard dans l'archipel norvégien du même nom au nord de l'Europe. Des données peuvent également être envoyées directement vers d'autres stations au sol ou transiter par les satellites TDRS en orbite géostationnaire. Aura dispose d'une mémoire de masse de 150 gigabits pour stocker les données. Le satellite est conçu pour une durée de vie de 6 ans,.

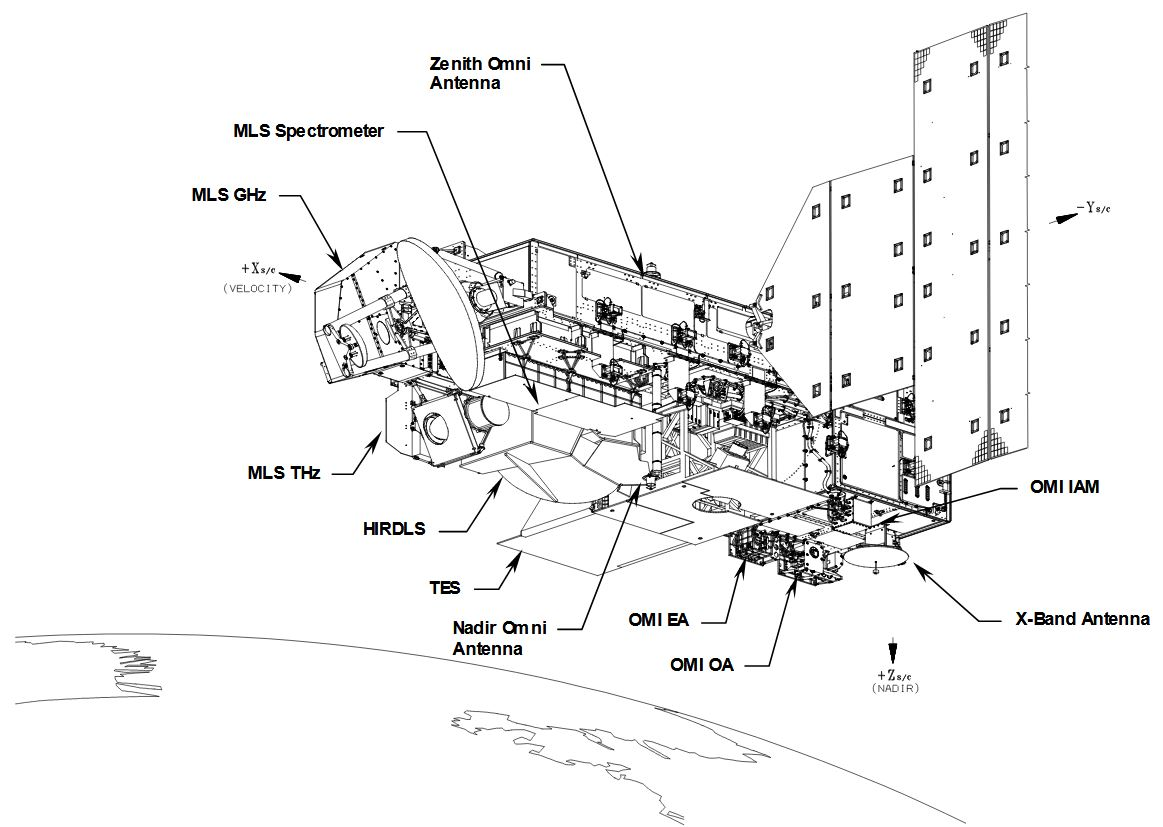
Schéma du satellite Aura avec emplacement des instruments.

## Instruments

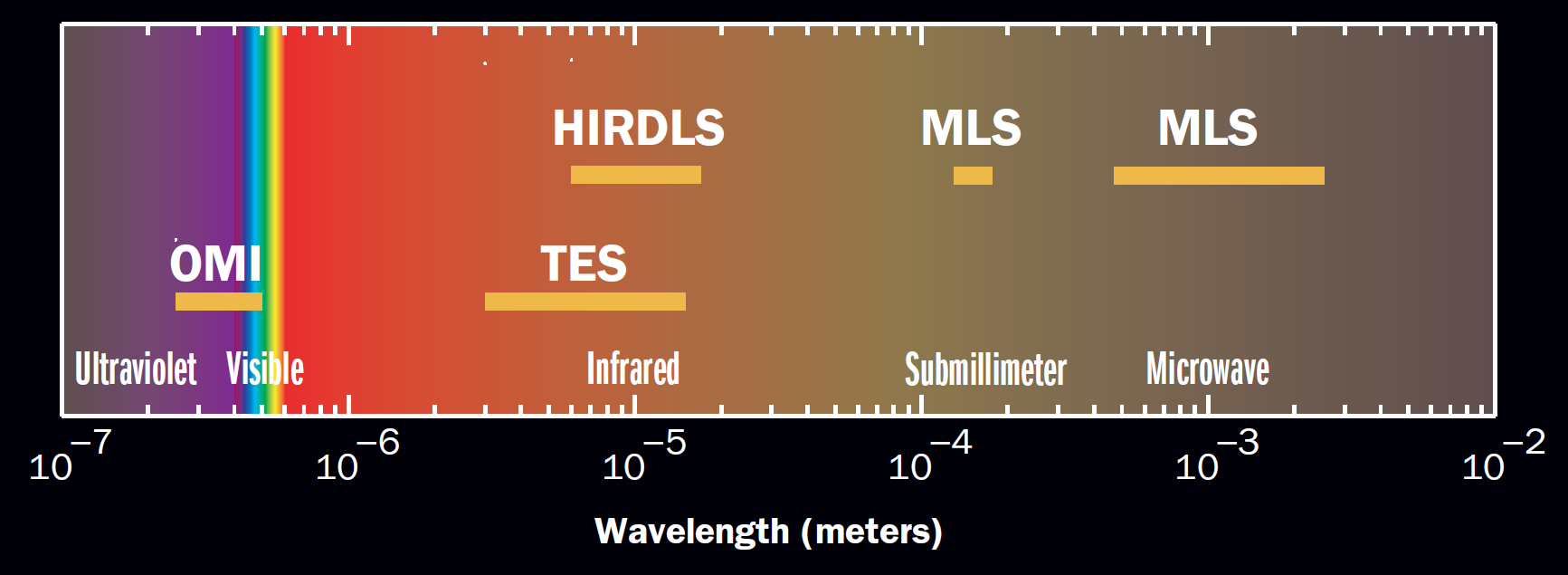
Longueurs d'onde observées par les instruments d'Aura.

Aura emporte quatre instruments qui étudient la chimie atmosphérique et ayant une masse totale de 1 200 kg. Chacun de ces instruments mesure les quantités de certains types de gaz dans l'atmosphère de la Terre en détectant leur signature spectrale.

### HIRDLS
HIRDLS (High Resolution Dynamics Limb Sounder) mesure le rayonnement infrarouge émis par l'ozone, la vapeur d'eau, le chlorofluorocarbure, le méthane et l'azote. Il s'agit d'un spectroradiomètre qui observe le limbe terrestre dans l'infrarouge moyen (6 à 18 microns).  Il mesure ce rayonnement sur 11 canaux et détermine ainsi les profils verticaux de température et de pression ainsi que les concentrations des gaz cités plus haut. Ce balayage est fait sur une largeur de 2000-3000 km. L'instrument achève l'observation complète du globe en 12 heures. La résolution horizontale est de 500 km et la résolution verticale est de 1 km. L'instrument a une masse de 220 kg et il consomme 239 watts. Il génère environ 65 kilobits de données par seconde. Le HIRDLS est développé conjointement par l'université d'Oxford (Royaume-Uni) et l'université du Colorado à Boulder. Les industriels impliqués dans sa construction sont Lockheed Martin et l'anglais Astrium. Cet instrument n'est plus utilisé depuis le 17 mars 2008,. 

### MLS
MLS (Microwave Limb Sounder) mesure les émissions d'ozone, de chlore et d'autres gaz à l'état de trace et contribue à identifier le rôle de la vapeur d'eau dans le réchauffement climatique. MLS est un instrument de sondage de type radiomètre/spectromètre qui mesure le rayonnement micro-ondes du limbe terrestre. Il mesure en particulier la température de la stratosphère et détermine les composants chimiques de la troposphère supérieures. MLS présente la particularité de pouvoir mesurer la vapeur d'eau présente dans la troposphère supérieure même en présence de cirrus tropicaux ou de cirrus contenant de la glace. MLS est le premier instrument à pouvoir effectuer des mesures globales de OH, HO2 et BrO qui jouent un rôle important dans la chimie de la stratosphère. L'instrument effectue ses mesures dans les fréquences suivantes : 
- 118 GHz : principalement pour les mesures de température et  de pression.
- 190 GHz : principalement pour les mesures de vapeur d'eau et de HNO3 ainsi que pour assurer la continuité avec les mesures du satellite UARS.
- 240 GHz : principalement pour les mesures de O3 et CO.
- 640 GHz : principalement pour les mesures de N2O, HCl, ClO, HOCl, BrO, HO2, and SO2.
- 2,5 THz : principalement pour OH.

MSL effectue des mesures le long dans l'axe de déplacement avec une résolution spatiale variable qui de manière typique est de 5 km par le travers, 500 km dans le sens du déplacement et de 3 km sur l'axe vertical. L'instrument développé par le Jet Propulsion Laboratory a une masse de 490 kg et ses dimensions sont de 1,5 x 1,9 x 1,8 m (capteur GHz), 0,8 x 1 x 1,1 m (capteur THz) et 1,6 x 0,5 x 0,3 m (spectromètre). Il consomme en moyenne 550 watts. Il génère jusqu'à 100 kilobits de données par seconde.

### OMI
OMI (Ozone Monitoring Instrument, en français Instrument de Surveillance de l'Ozone) est un spectromètre analysant le rayonnement ultraviolet et la lumière visible pour produire quotidiennement diverses cartes à haute résolution. L'OMI peut distinguer différents types d'aérosols, tels que la fumée, la poussière et les sulfates, et mesurer la pression et la couverture nuageuse, ce qui fournit des données permettant de calculer la quantité d'ozone troposphérique. L'OMI s'inscrit dans l'héritage des instruments TOMS (en) développé par la NASA et GOME, qui équipait le satellite ERS-2 de l'ESA. Il poursuit le travail de TOMS sur l'ozone total et d'autres paramètres atmosphériques liés à la chimie de l'ozone et au climat.
Le projet OMI est une coopération entre l'Agence néerlandaise des programmes aérospatiaux, l'Institut météorologique finlandais et la NASA.

### TES
TES (Tropospheric Emission Spectrometer) mesure l'ozone présent dans la troposphère à l'aide des émissions infrarouge ainsi que le monoxyde de carbone, le méthane et les oxydes d'azote. TES est un spectromètre-imageur transformée de Fourier infrarouge à haute résolution. La bande spectrale observée est comprise entre 3,2 et 15,4 microns avec une résolution spectrale de 0.03 cm-1. L'instrument peut effectuer des observations selon deux modes : en analysant le limbe de la Terre ou en pointant ses capteurs au nadir du satellite. Lorsqu'il analyse le limbe il observe l'atmosphère sur une épaisseur de 34 kilomètres (depuis la surface) avec une résolution verticale de 2,3 km. Lorsqu'il observe au nadir, la zone observée est 5,3 x 8,5 km et la résolution spatiale est de 0,53 x 0,53 km. TES peut être pointé dans une direction particulière avec un angle qui peut faire 45° avec la verticale locale. L'instrument développé par le Jet Propulsion Laboratory dérive des instruments ATMOS (ATLAS) et AES (Airborne Emission Spectrometer). Sa masse est de 385 kg et ses dimensions sont de 1,5 x 1,9 x 1,8 m (capteur GHz), 0,8 x 1 x 1,1 m (capteur THz) et 304 x 130 x 135 cm (déployé). Il consomme en moyenne 334 watts. Il génère jusqu'à 6,2 mégabits de données par seconde. 
Une défaillance mécanique entraîne un fonctionnement discontinu à partir de 2010. Le 31 janvier 2018, l'instrument est arrêté pour ne pas entraîner une défaillance en chaîne des deux instruments survivants du satellite. Le rôle de TES est principalement repris par l'instrument CrIS embarqué à bord du satellite américain Suomi NPP de la NOAA-NASA et l'instrument IASI des satellites européens d'EUMETSAT.

## Déroulement de la mission
Aura est mis en orbite le 15 juillet 2004 par un lanceur Delta II 7920-10L qui décolle de la base de lancement de Vandenberg. Le satellite est placé sur une orbite héliosynchrone à une altitude de 705 km et avec une inclinaison orbitale de 98,7°. Sa période orbitale est de 100 minutes (16 orbites par jour). Il franchit la ligne des nœuds à 13 h 45. Le satellite repasse sur sa trace au sol tous les 16 jours. Aqua fait partie du A-train, une constellation de satellites comprenant également les satellites Aqua, PARASOL, CALIPSO et CloudSat. Tous ces satellites circulent sur une orbite pratiquement identique tout en restant espacés les uns derrière les autres : Aqua est le satellite de tête et Aura est en queue passant 15 minutes après Aqua. Cette configuration permet de disposer d'observations quasi simultanées et complémentaires de la même région par les différents types d'instruments embarqués sur ces engins spatiaux. Au milieu de 2017, seuls deux instruments, MLS et OMI, restent pleinement opérationnels. Dans le cadre d'une évaluation effectuée à cette date de l'ensemble des missions d'observation de la Terre de la NASA par un comité d'experts scientifiques, la mission est évaluée comme de grande importance (toutefois d'une importance moindre que Terra et Aqua, satellites faisant partie de la même constellation).